# Pivare
Pivare su naselje u općini Stara Gradiška u Brodsko-posavskoj županiji. 

## Zemljopis
Pivare se nalaze istočno od Stare Gradiške i Donjeg Varoša. 

## Stanovništvo
Prema popisu stanovništva iz 2001. godine Pivare su imali 23 stanovnika i svi su se izjasnili kao Hrvati. dok su prema popisu stanovništva iz 2011. godine imale 17 stanovnika
| broj stanovnika |       |       |       |       | 135   | 143   | 150   | 130   | 155   | 141   | 143   | 117   | 65    | 46    | 23    | 17    | 20    |
|                 | 1857. | 1869. | 1880. | 1890. | 1900. | 1910. | 1921. | 1931. | 1948. | 1953. | 1961. | 1971. | 1981. | 1991. | 2001. | 2011. | 2021. |

- Fusnota Pivare se iskazuje od 1880. za tu i za 1890. godinu podaci su sadržani u naselju Donji Varoš. Do 1948. iskazivane su kao dio naselja, a od 1953. kao naselje.